# Prêt jumbo
Pour les articles homonymes, voir Jumbo.
Un prêt jumbo, également connu sous le nom d'hypothèque jumbo, est une forme de financement de domicile apparue aux États-Unis au début des années 2000, et dont le montant dépasse les limites de prêt dit « conformes » fixées par l'Agence fédérale de financement du logement (Federal Housing Finance Agency). Par conséquent, contrairement aux prêts hypothécaires conventionnels, ils ne peuvent être achetés, garantis ou titrisés par Fannie Mae ou Freddie Mac, les deux agences dirigées par le gouvernement qui achètent des hypothèques auprès des prêteurs. Conçues pour financer des propriétés et des logements de luxe dans des marchés immobiliers locaux hautement concurrentiels, les hypothèques jumbo sont assorties d'exigences uniques en matière de souscription et d'incidences fiscales.

## Risque
Les prêts hypothécaires jumbo constituent un risque plus élevé pour les prêteurs, principalement en raison de l'importance de leurs montants plutôt que de leur qualité. Si un prêt hypothécaire n'est pas remboursé, il peut être plus difficile de vendre une résidence de luxe rapidement pour le plein prix. Les prix des propriétés de luxe sont plus sensibles aux hausses et aux baisses, et c'est pourquoi les prêteurs préfèrent obtenir un acompte plus élevé des demandeurs de prêts jumbo. Les prix des maisons jumbo peuvent être plus subjectifs et pas aussi facilement vendus à un emprunteur grand public, de fait, de nombreux prêteurs peuvent exiger deux évaluations sur un prêt hypothécaire jumbo.

## Quelle est le montant d'une hypothèque jumbo?
Cela varie selon l'État et même le comté. La FHFA (Federal Housing Finance Agency)  fixe la taille des prêts pour différentes zones sur une base annuelle, bien qu'elle change rarement. En fait, la limite maximale de 2017 pour les propriétés d'une seule unité de 424 100 $ (pour la majeure partie du pays) est la première augmentation linéaire générale depuis 2006. 
À l'heure actuelle, une hypothèque de plus de 424 100 $ est considérée comme un prêt jumbo dans la grande majorité des États-Unis continentaux. Toutefois, la limite de conformité est plus élevée dans les régions où les prix des maisons sont élevés. Dans la plus élevée de ces « zones à coût élevé », un jumbo est un prêt supérieur à 636 150 $. 